# Krostitz
Krostitz là một đô thị trong huyện Nordsachsen, bang tự do Sachsen, nước Đức. Đô thị Krostitz có diện tích 43,83 km², dân số thời điểm ngày 31 tháng 12 năm 2005 là 3993 người.